# Monolage
Der Begriff Monolage (englisch Monolayer) oder Monoschicht bezeichnet abhängig vom Fachgebiet eine Schicht von Atomen, Molekülen oder Zellen auf einer Oberfläche, wobei die Schichthöhe nur ein Atom (d. h. eine Atomlage), ein Molekül oder eine Zelle beträgt. Demnach liegen in der Monolage keine gleichen Atome, Moleküle oder Zellen übereinander.
Der Begriff kann auch als eine Maßeinheit verstanden werden für die Deposition oder Ablation auf kristallinen Oberflächen. Ein Wert gleich eins entspricht dabei der vollständigen Bedeckung eines Substrates mit der deponierten bzw. ablatierten Atom-, Molekül- oder Zellsorte, Werte kleiner eins entsprechen einer teilweisen Bedeckung. 
Physikalische Experimente zur Bestimmung der Eigenschaften der Oberfläche von Festkörpern benötigen besonders reine Bedingungen, bereits eine Monolage von Fremdatomen kann zu verfälschten Ergebnissen führen.
In der Praxis hat sich der Begriff der Monozeit etabliert als die Zeitspanne, in welcher sich eine vormals reine Festkörperoberfläche durch Restgasabscheidung mit einer Monoschicht bedeckt.